# La maldición del paraíso
La maldición del paraíso é uma telenovela colombiana produzida pela Producciones JES e exibida pelo Canal A, cuja transmissão ocorreu em 1992.

## Elenco
- María Elena Döehring
- Alejandro Martínez
- Felipe Noguera
- Alejandra Borrero
- Helena Mallarino
- Pepe Sánchez
- Humberto Dorado
- Gloria Gómez
- Marcelo Cezan
- Angie Cepeda
- Carlos Andres Obregon
- Teresa Gutierrez
- Jairo Camargo
- María Eugenia Dávila
- Alberto Saavedra
- Ana María Kamper